# Мејсвил (Северна Каролина)
Мејсвил (енгл. Maysville) град је у америчкој савезној држави Северна Каролина.

## Демографија
По попису из 2010. године број становника је 1.019, што је 17 (1,7%) становника више него 2000. године.
| Група             | 2000.       | 2010.       |
| Белци             | 398 (39,7%) | 438 (43,0%) |
| Афроамериканци    | 560 (55,9%) | 497 (48,8%) |
| Азијати           | 3 (0,3%)    | 7 (0,7%)    |
| Хиспаноамериканци | 22 (2,2%)   | 48 (4,7%)   |
| Укупно            | 1.002       | 1.019       |